# 2023年至2024年東亞超級聯賽
2023-24賽季為東亞超級聯賽（EASL）的第一個主客場制賽季，共有8支隊伍參賽。

## 小組賽
小組賽積分前兩名球隊晉級終極四強賽。小組賽階段若有球隊勝負相同時，依序比較對戰淨勝分、對戰得分、小組賽總淨勝分、小組賽總得分的高低。
2023年6月21日，EASL舉行分組抽籤，A組球隊有安養KGC、臺北富邦勇士、千葉噴射機和菲律賓電信，B組則有首爾SK騎士、灣區翼龍、琉球黃金國王以及巴朗加國王。9月5日，新北國王在灣區翼龍解散後加入聯賽。9月15日，馬尼拉電氣取代巴朗加國王在B組的位置。

### A組
| 排名 | 隊伍               | 賽 | 勝 | 負 | 得  | 失  | 差  |                |
| ---- | ------------------ | -- | -- | -- | --- | --- | --- | -------------- |
| 1    | 千葉噴射機         | 6  | 6  | 0  | 546 | 450 | +96 | 晉級終極四強賽 |
| 2    | 安養正官庄赤紅火箭 | 6  | 4  | 2  | 542 | 537 | +5  | 晉級終極四強賽 |
| 3    | 菲律賓電信         | 6  | 1  | 5  | 491 | 536 | −45 |                |
| 4    | 臺北富邦勇士       | 6  | 1  | 5  | 464 | 520 | −56 |                |

| 2023年10月11日 | 千葉噴射機                            | 93–75                                 | 菲律賓電信                            | 船橋市 |
| 19:00（JST）   | 每節分數： 21–22、24–22、26–12、22–19 | 每節分數： 21–22、24–22、26–12、22–19 | 每節分數： 21–22、24–22、26–12、22–19 |        |
|                |                                       | 詳細數據                              |                                       |        |

| 2023年10月18日 | 臺北富邦勇士                                       | 82–85（OT）                                        | 千葉噴射機                                         | 臺北市 |
| 19:00（TST）   | 每節分數： 20–15、22–14、13–18、19–27、加时： 8–11 | 每節分數： 20–15、22–14、13–18、19–27、加时： 8–11 | 每節分數： 20–15、22–14、13–18、19–27、加时： 8–11 |        |
|                |                                                    | 詳細數據                                           |                                                    |        |

| 2023年10月25日 | 安養正官庄赤紅火箭                    | 98–77                                 | 臺北富邦勇士                          | 安養市 |
| 19:00（KST）   | 每節分數： 31–17、29–23、17–23、21–14 | 每節分數： 31–17、29–23、17–23、21–14 | 每節分數： 31–17、29–23、17–23、21–14 |        |
|                |                                       | 詳細數據                              |                                       |        |

| 2023年11月1日 | 菲律賓電信                            | 66–75                                 | 千葉噴射機                            | 聖羅沙 |
| 19:00（PST）  | 每節分數： 14–23、18–27、24–14、10–11 | 每節分數： 14–23、18–27、24–14、10–11 | 每節分數： 14–23、18–27、24–14、10–11 |        |
|               |                                       | 詳細數據                              |                                       |        |

| 2023年11月15日 | 臺北富邦勇士                          | 106–97                                | 菲律賓電信                            | 臺北市 |
| 19:00（TST）   | 每節分數： 31–34、23–18、30–23、22–22 | 每節分數： 31–34、23–18、30–23、22–22 | 每節分數： 31–34、23–18、30–23、22–22 |        |
|                |                                       | 詳細數據                              |                                       |        |

| 2023年12月6日 | 安養正官庄赤紅火箭                    | 105–97                                | 菲律賓電信                            | 安養市 |
| 19:00（KST）  | 每節分數： 32–26、26–18、22–23、25–30 | 每節分數： 32–26、26–18、22–23、25–30 | 每節分數： 32–26、26–18、22–23、25–30 |        |
|               |                                       | 詳細數據                              |                                       |        |

| 2023年12月13日 | 安養正官庄赤紅火箭                    | 69–102                                | 千葉噴射機                            | 安養市 |
| 19:00（KST）   | 每節分數： 21–22、18–27、14–28、16–25 | 每節分數： 21–22、18–27、14–28、16–25 | 每節分數： 21–22、18–27、14–28、16–25 |        |
|                |                                       | 詳細數據                              |                                       |        |

| 2023年12月20日 | 菲律賓電信                            | 80–69                                 | 臺北富邦勇士                          | 聖羅沙 |
| 19:00（PST）   | 每節分數： 17–21、31–21、14–16、18–11 | 每節分數： 17–21、31–21、14–16、18–11 | 每節分數： 17–21、31–21、14–16、18–11 |        |
|                |                                       | 詳細數據                              |                                       |        |

| 2023年12月27日 | 千葉噴射機                            | 76–60                                 | 臺北富邦勇士                          | 船橋市 |
| 19:00（JST）   | 每節分數： 17–14、20–16、21–13、18–17 | 每節分數： 17–14、20–16、21–13、18–17 | 每節分數： 17–14、20–16、21–13、18–17 |        |
|                |                                       | 詳細數據                              |                                       |        |

| 2024年1月10日 | 千葉噴射機                            | 115–98                                | 安養正官庄赤紅火箭                    | 船橋市 |
| 19:00（JST）  | 每節分數： 24–24、26–31、36–19、29–24 | 每節分數： 24–24、26–31、36–19、29–24 | 每節分數： 24–24、26–31、36–19、29–24 |        |
|               |                                       | 詳細數據                              |                                       |        |

| 2024年1月24日 | 菲律賓電信                            | 76–88                                 | 安養正官庄赤紅火箭                    | 帕西格 |
| 19:00（PST）  | 每節分數： 19–34、22–19、20–18、15–17 | 每節分數： 19–34、22–19、20–18、15–17 | 每節分數： 19–34、22–19、20–18、15–17 |        |
|               |                                       | 詳細數據                              |                                       |        |

| 2024年2月7日 | 臺北富邦勇士                          | 70–84                                 | 安養正官庄赤紅火箭                    | 臺北市 |
| 19:00（TST） | 每節分數： 19–28、20–28、16–18、15–10 | 每節分數： 19–28、20–28、16–18、15–10 | 每節分數： 19–28、20–28、16–18、15–10 |        |
|              |                                       | 詳細數據                              |                                       |        |

### B組
| 排名 | 隊伍         | 賽 | 勝 | 負 | 得  | 失  | 差  |                |
| ---- | ------------ | -- | -- | -- | --- | --- | --- | -------------- |
| 1    | 首爾SK騎士   | 6  | 4  | 2  | 475 | 438 | +37 | 晉級終極四強賽 |
| 2    | 新北國王     | 6  | 4  | 2  | 467 | 483 | −16 | 晉級終極四強賽 |
| 3    | 琉球黃金國王 | 6  | 3  | 3  | 479 | 453 | +26 |                |
| 4    | 馬尼拉電氣   | 6  | 1  | 5  | 469 | 516 | −47 |                |

| 2023年10月18日 | 琉球黃金國王                          | 80–79                                 | 首爾SK騎士                            | 沖繩市 |
| 19:00（JST）   | 每節分數： 27–20、12–20、22–18、19–21 | 每節分數： 27–20、12–20、22–18、19–21 | 每節分數： 27–20、12–20、22–18、19–21 |        |
|                |                                       | 詳細數據                              |                                       |        |

| 2023年11月1日 | 首爾SK騎士                            | 82–69                                 | 琉球黃金國王                          | 高陽市 |
| 19:00（KST）  | 每節分數： 24–17、18–17、26–19、14–16 | 每節分數： 24–17、18–17、26–19、14–16 | 每節分數： 24–17、18–17、26–19、14–16 |        |
|               |                                       | 詳細數據                              |                                       |        |

| 2023年11月8日 | 新北國王                              | 90–72                                 | 首爾SK騎士                            | 新北市 |
| 19:00（TST）  | 每節分數： 21–29、22–14、26–15、21–14 | 每節分數： 21–29、22–14、26–15、21–14 | 每節分數： 21–29、22–14、26–15、21–14 |        |
|               |                                       | 詳細數據                              |                                       |        |

| 2023年11月15日 | 琉球黃金國王                          | 89–61                                 | 馬尼拉電氣                            | 沖繩市 |
| 19:00（JST）   | 每節分數： 17–21、31–13、21–13、20–14 | 每節分數： 17–21、31–13、21–13、20–14 | 每節分數： 17–21、31–13、21–13、20–14 |        |
|                |                                       | 詳細數據                              |                                       |        |

| 2023年11月29日 | 新北國王                              | 97–92                                 | 馬尼拉電氣                            | 新北市 |
| 19:00（TST）   | 每節分數： 25–30、20–18、20–18、32–26 | 每節分數： 25–30、20–18、20–18、32–26 | 每節分數： 25–30、20–18、20–18、32–26 |        |
|                |                                       | 詳細數據                              |                                       |        |

| 2023年12月13日 | 馬尼拉電氣                                         | 97–88（OT）                                        | 琉球黃金國王                                       | 澳門 |
| 19:00（PST）   | 每節分數： 17–21、21–16、19–20、23–23、加时： 17–8 | 每節分數： 17–21、21–16、19–20、23–23、加时： 17–8 | 每節分數： 17–21、21–16、19–20、23–23、加时： 17–8 |      |
|                |                                                    | 詳細數據                                           |                                                    |      |

| 2023年12月27日 | 馬尼拉電氣                            | 80–81                                 | 首爾SK騎士                            | 帕西格 |
| 19:00（PST）   | 每節分數： 20–20、13–25、23–19、24–17 | 每節分數： 20–20、13–25、23–19、24–17 | 每節分數： 20–20、13–25、23–19、24–17 |        |
|                |                                       | 詳細數據                              |                                       |        |

| 2024年1月3日 | 馬尼拉電氣                            | 77–89                                 | 新北國王                              | 帕西格 |
| 19:00（PST） | 每節分數： 21–21、26–21、11–24、19–23 | 每節分數： 21–21、26–21、11–24、19–23 | 每節分數： 21–21、26–21、11–24、19–23 |        |
|              |                                       | 詳細數據                              |                                       |        |

| 2024年1月10日 | 新北國王                              | 67–63                                 | 琉球黃金國王                          | 新北市 |
| 19:00（TST）  | 每節分數： 18–15、19–14、15–18、15–16 | 每節分數： 18–15、19–14、15–18、15–16 | 每節分數： 18–15、19–14、15–18、15–16 |        |
|               |                                       | 詳細數據                              |                                       |        |

| 2024年1月24日 | 琉球黃金國王                          | 90–67                                 | 新北國王                              | 沖繩市 |
| 19:00（JST）  | 每節分數： 18–19、17–21、29–14、26–13 | 每節分數： 18–19、17–21、29–14、26–13 | 每節分數： 18–19、17–21、29–14、26–13 |        |
|               |                                       | 詳細數據                              |                                       |        |

| 2024年1月31日 | 首爾SK騎士                           | 89–57                                | 新北國王                             | 首爾特別市 |
| 19:00（KST）  | 每節分數： 24–16、17–21、23–15、25–5 | 每節分數： 24–16、17–21、23–15、25–5 | 每節分數： 24–16、17–21、23–15、25–5 |            |
|               |                                      | 詳細數據                             |                                      |            |

| 2024年2月7日 | 首爾SK騎士                            | 72–62                                 | 馬尼拉電氣                            | 首爾特別市 |
| 19:00（KST） | 每節分數： 14–13、18–17、17–18、23–14 | 每節分數： 14–13、18–17、17–18、23–14 | 每節分數： 14–13、18–17、17–18、23–14 |            |
|              |                                       | 詳細數據                              |                                       |            |

## 終極四強賽
2023年12月20日，千葉噴射機晉級終極四強賽。2024年1月10日，新北國王晉級終極四強賽。1月24日，安養正官庄赤紅火箭晉級終極四強賽。1月31日，首爾SK騎士晉級終極四強賽。2月1日，EASL宣布終極四強賽於3月8日至3月10日在菲律賓宿霧省拉普拉普市灌篮穹顶体育馆舉行，冠軍球隊可獲得獎金100萬美元，亞軍則為50萬美元，季軍則是25萬美元。3月10日，千葉噴射機以72比69擊退首爾SK騎士拿下冠軍，由富樫勇樹獲選終極四強賽MVP。
|  | 準決賽             | 準決賽     |            |    | 冠軍戰 | 冠軍戰 |
|  |                    |            |            |    |        |        |
|  | 3月8日             |            |            |    |        |        |
|  |                    |            |            |    |        |        |
|  | 首爾SK騎士         | 94         |            |    |        |        |
|  | 首爾SK騎士         | 94         | 3月10日    |    |        |        |
|  | 安養正官庄赤紅火箭 | 79         |            |    |        |        |
|  | 安養正官庄赤紅火箭 | 79         | 首爾SK騎士 | 69 |        |        |
|  | 3月8日             |            | 首爾SK騎士 | 69 |        |        |
|  |                    | 千葉噴射機 | 72         |    |        |        |
|  | 千葉噴射機         | 千葉噴射機 | 72         | 92 |        |        |
|  | 千葉噴射機         |            |            | 92 |        |        |
|  | 新北國王           | 84         |            |    |        |        |
|  | 新北國王           | 84         | 季軍戰     |    |        |        |
|  |                    |            |            |    |        |        |
|  | 3月10日            |            |            |    |        |        |
|  |                    |            |            |    |        |        |
|  | 安養正官庄赤紅火箭 | 78         |            |    |        |        |
|  | 安養正官庄赤紅火箭 | 78         |            |    |        |        |
|  | 新北國王           | 76         |            |    |        |        |

### 準決賽
| 2024年3月8日 17:00（PST） |

| 詳細數據 |

| 首爾SK騎士                            | 94–79 | 安養正官庄赤紅火箭 |
| 每節分數： 23–26、22–14、22–18、27–21 |       |                    |

| 2024年3月8日 20:00（PST） |

| 詳細數據 |

| 千葉噴射機                            | 92–84 | 新北國王 |
| 每節分數： 32–25、18–22、16–20、26–17 |       |          |

### 季軍戰
| 2024年3月10日 16:00（PST） |

| 詳細數據 |

| 安養正官庄赤紅火箭                    | 78–76 | 新北國王 |
| 每節分數： 18–13、26–20、20–24、14–19 |       |          |

### 冠軍戰
| 2024年3月10日 19:00（PST） |

| 詳細數據 |

| 首爾SK騎士                            | 69–72 | 千葉噴射機 |
| 每節分數： 16–21、18–16、20–14、15–21 |       |            |

## 獎項
| 獎項          | 得主        | 球隊               | 參考          |
| ------------- | ----------- | ------------------ | ------------- |
| 終極四強賽MVP | 富樫勇樹    | 千葉噴射機         | [ 16 ] [ 17 ] |
| 年度最佳陣容  | 富樫勇樹    | 千葉噴射機         | [ 18 ] [ 17 ] |
| 年度最佳陣容  | 林書豪      | 新北國王           | [ 18 ] [ 17 ] |
| 年度最佳陣容  | 朴智勳      | 安養正官庄赤紅火箭 | [ 18 ] [ 17 ] |
| 年度最佳陣容  | 約翰·穆尼   | 千葉噴射機         | [ 18 ] [ 17 ] |
| 年度最佳陣容  | 賈米勒·沃尼 | 首爾SK騎士         | [ 18 ] [ 17 ] |